# دوروثي ماكايل
دوروثي ماكيل (بالإنجليزية: Dorothy Mackaill)‏ (4 مارس 1903 - 12 أغسطس 1990)، هي ممثلة بريطانية-أمريكية، وعلى الأخص من عصر الفيلم الصامت وحتى أوائل الثلاثينيات من القرن العشرين.

## وفاتها
أقامت ماكايل في هونولولو، هاواي، خلال السنوات الـ 35 الأخيرة من حياتها.  توفيت هناك بسبب فشل الكبد في غرفتها في فندق رويال هاواي في 12 أغسطس 1990. تم حرقها وتناثر رمادها في البحر قبالة شاطئ وايكيكي. 

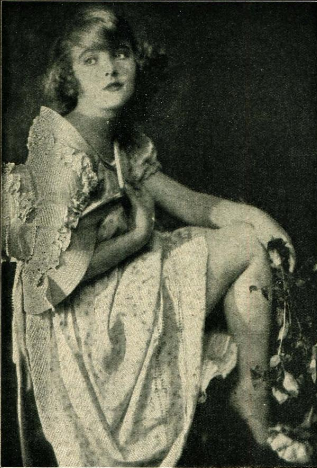
دوروثي ماكايل عام(1923).

## روابط خارجية
- دوروثي ماكايل على موقع IMDb (الإنجليزية)
- دوروثي ماكايل على موقع ألو سيني (الفرنسية)
- دوروثي ماكايل على موقع أول موفي (الإنجليزية)
- دوروثي ماكايل على موقع قاعدة بيانات برودواي على الإنترنت (الإنجليزية)
- دوروثي ماكايل على موقع إن إن دي بي (الإنجليزية)
- دوروثي ماكايل على موقع قاعدة بيانات الفيلم (الإنجليزية)
- دوروثي ماكايل على موقع كينوبويسك (الروسية)
- صور دوروثي ماكايل
- دوروثي ماكايل على موقع فايند أغريف